# خوان مانوئل گراته
خوان مانوئل گراته (اسپانیایی: Juan Manuel Gárate‎؛ زادهٔ ۲۴ آوریل ۱۹۷۶) دوچرخه‌سوار اهل اسپانیا است. از افتخارات وی میتوان قرار گرفتن در مقام اول مرحله هفتم جیرو دیتالیا ۲۰۰۶ و مقام اول مرحله بیستم تور دو فرانس ۲۰۰۶ اشاره کرد.